# Eugen Fuchs (Sänger)
Eugen Fuchs (* 1. April 1893 in Nürnberg; † 29. März 1971 in Berlin-Lichterfelde) war ein deutscher Opernsänger (Bassbariton).

## Leben
Fuchs Eltern waren der Maschinist Ulrich Fuchs und Maria Fuchs, geb. Weinberger. Er wurde vier Jahre am Konservatorium Nürnberg ausgebildet. Sein erstes Engagement zum Herbst 1914 am Stadttheater Nürnberg konnte er kriegsbedingt erst 1917 beginnen. In Nürnberg blieb er bis 1920. Danach hatte er Engagements in Saarbrücken (Schauspielhaus, 1920–1923), Breslau (Stadttheater-Opernhaus, 1923–1926) und Freiburg im Breisgau (Stadttheater, 1926–1930).
Von 1930 bis 1961 gehört er zum Ensemble der Berliner Staatsoper. Hier wirkte er 1937 in der Uraufführung der Oper Rembrandt van Rijn von Paul von Klenau und 1939 in der Uraufführung der Oper Die Bürger von Calais von Rudolf Wagner-Régeny mit; er wurde auch bei wichtigen Premieren eingesetzt, so 1932 in der Titelpartie einer Neuinszenierung der Oper Wozzeck von Alban Berg.
1937 wurde Fuchs zum Kammersänger ernannt.
Fuchs gab Gastspiele an den großen Opernbühnen des deutschen Sprachraums. Er wirkte mehrmals bei den Bayreuther Festspielen mit: 1933, 1934, 1943 und 1944 als Beckmesser, sowie 1956 bis 1961 alljährlich als Hans Foltz in den Meistersingern von Nürnberg.
Er sang in Paris (Théâtre des Champs-Élysées, 1937), Amsterdam (1937), London (1937), Monte Carlo (1939) und Rom (1941) sowie an der Waldoper von Zoppot (1941).
Fuchs trat zum 1. Januar 1931 der NSDAP bei (Mitgliedsnummer 430.078). 1932 war er Mitbegründer der gewerkschaftlichen NS-Betriebszelle der Staatsoper. 1944 wurde er der Gottbegnadeten-Liste als Sänger handschriftlich angefügt.
Im Oktober 1945 gehörte er zu den prominenten Staatsopern-Mitgliedern deren Gagen wegen NSDAP-Mitgliedschaft stark gekürzt wurden, einige Monate später wurde er aus dem gleichen Grund entlassen, aber zur Spielzeit 1948/49 wieder engagiert. Im Juli 1961 stand er als Stárek in Jenůfa dort zum letzten Mal auf der Bühne.
Nach Abschluss seiner Karriere arbeitete er als Gesangslehrer in Berlin.
Fuchs war seit 1920 verheiratet mit Rosa Sophie Aumer (1895–1981).
Er starb 1971 in einem Krankenhaus in Berlin-Lichterfelde.

## Repertoire
Am häufigsten gastierte Fuchs als Beckmesser in den Meistersingern. Außer den bei Tondokumente genannten Partien sang er in Opern von Auber (Lord in Fra Diavolo), Berg (Titelpartie in Wozzeck), Klenau (Cornelis Graef in Rembrandt van Rijn), Lortzing (Rocco in Casanova in Murano, Baculcus im Wildschütz, van Bett in Zar und Zimmermann), Mozart (Don Alfonso in Così fan tutte, Leporello in Don Giovanni, Papageno in der Zauberflöte), Mussorgski (Waarlam in Boris Godunow), Nicolai (John Falstaff in Die lustigen Weiber von Windsor), Puccini (Mesner in Tosca), Smetana (Kezal in der verkauften Braut), Wagner (Klingsor in Parsifal) und Wagner-Régeny (englischer Offizier in Die Bürger von Calais).

## Tondokumente
Fuchs machte seine ersten Schallplattenaufnahmen Anfang 1933 in Berlin für das Label Columbia (Duette mit Charles Kullmann und Gerhard Hüsch unter Alexander von Zemlinsky). Es folgten einige Opern-Querschnitte auf Telefunken (1933/34, u. a. mit Erna Berger und Peter Anders), Arien auf Clangor (1935/36) und 1938 der Beckmesser in einer vollständigen Aufnahme des 3. Aktes der Meistersinger unter Karl Böhm.
Von seinen Rundfunkaufnahmen wurden auf LP bzw. CD wiederveröffentlicht: Ariadne auf Naxos (Partie des Truffaldin, aufgenommen 1935, Dirigent: Clemens Krauss), La Bohème (Partie des Schaunard, aufgenommen 1942, Dirigent: Hanns Steinkopf), Tristan und Isolde (Partie des Melot, 1943, Dirigent: Robert Heger), Die Meistersinger von Nürnberg (Partie des Beckmesser, 1943, Dirigent: Wilhelm Furtwängler), Martha (Partie des Lord Tristan, 1944, Dirigent: Johannes Schüler) und Rigoletto (Partie des Grafen von Ceprano, 1944, Dirigent: Robert Heger).
In dem Film Figaros Hochzeit (1949) synchronisierte Fuchs den Dr. Bartolo.